# Tapio Mattlar
Tapio Mattlar, né le 17 mars 1953 à Helsinki, est un agriculteur et musicien finlandais. Militant politique et écologiste, il est connu pour son action au sein du Mouvement finlandais des initiatives villageoises ainsi que pour sa défense de la biodiversité et pour son engagement altermondialiste. Il est récipiendaire d'un Prix d'Honneur au prix Nobel alternatif en 1992.

## Biographie
Tapio Mattlar fréquente le lycée « Lauttasaari » d'Helsinki, jusqu'en 1972, puis l'Université d'Helsinki. Son rêve, à l'époque, étant de devenir journaliste musical, il met l'accent sur deux matières : le journalisme et la science de la musique, en particulier l'ethnomusicologie. Il obtient une maîtrise de sciences politiques, en soutenant un mémoire traitant « des effets des médias sur le goût musical des peuples  ».
À partir de 1969 et jusqu'en 1981, il joue de la basse électrique dans divers groupes de rock et se produit dans la région d'Helsinki.
Avec son diplôme en poche, et jusqu'en 1981, Tapio Mattlar travaille comme journaliste musical à la société nationale de radiodiffusion YLE.
En 1976, il épouse la chanteuse et compositrice Marja Mattlar. De cette union naissent trois fils.
En 1981, Tapio Mattlar et sa famille  quittent Helsinki pour s'installer à Vuorenkylä près de Hartola, (environ 200 km au nord d'Helsinki). Ils achètent une ferme, datant de 1811, dont l'implantation d'origine est quasiment conservée (une cour entière, des prairies, des forêts et des pâturages boisés). À cette époque, une ferme et 37 hectares de terrain coûtaient moins chers qu'un appartement de trois pièces à Helsinki. Dès son installation, Tapio Mattlar cultive en agriculture biologique.
En 1984, il rejoint le Mouvement finlandais des initiatives villageoises - une organisation nationale qui regroupe les acteurs régionaux du développement rural; il est président du comité de son village pendant quatre ans (1984-1988), et, le « sauveur de village » est membre du Comité consultatif national du mouvement de 1985 à 1991.
En 1985, le caractère exceptionnel de sa ferme, où sont présentes beaucoup de plantes rares, le fait s'engager dans un travail de conservation de la biodiversité. L'extension rapide des zones boisées oblige Tapio Mattlar à veiller au maintien de paysages ouverts, lieux de croissance des plantes rares. Il s'agit, tout à la fois, d'un travail scientifique (observation, mesures...) et d'un travail de terrain (conduite des troupeaux de moutons, sylviculture). Il est secondé par son plus jeune fils - étudiant en écologie et en sciences environnementales à Jyväskylä - avec lequel il mène tous les projets de la ferme.
En 1989, soucieux d'assurer des liens entre les comités des villages, il crée « Kylätoiminta », le journal national du Mouvement finlandais des initiatives villageoises, dont il est le rédacteur en chef jusqu'en 2000. Il en est également l'éditeur de 1992 à 2000. Ces comités, tous très actifs, sont basés sur l'entraide communautaire, sans cadre juridique (au moins dans les premières années). Le service de rédaction se trouve dans sa ferme ainsi que le centre informatique du village. En 2006, 2650 villages, sur les 3900 que compte la Finlande, sont adhérents du Mouvement. Ces groupes organisent non seulement le quartier traditionnel, mais aussi la vie culturelle. Certains villageois parlent alors de "l'utopie concrète».
À partir de l'adhésion de la Finlande à l'Union européenne, en janvier 1995, le travail sur la biodiversité devient l'activité principale de la ferme.
En 1996, Tapio Mattlar fonde le groupe de musique folklorique « Tarujen Saari (en) », influencé par la musique à la fois folk irlandais et finlandais, ainsi que la musique médiévale. Après cinq albums, il quitte le groupe en 2006 et crée un groupe folk païen, « Ancien Bear Cult », dont le premier album sort en 2008). Tapio Mattlar est un instrumentiste aux talents variés : Vielle à roue, lyre viking, et d'autres instruments à cordes (kantele, jouhikko, sitar, kora).

### Engagement
Désormais, tout en poursuivant son travail sur la biodiversité et l'agriculture, Tapio Mattlar s'engage dans une forme d'activisme mondial en faveur de la biodiversité et du droit des peuples de disposer d'eux-mêmes, ainsi par exemple :
- En 2001, Tapio Mattlar, avec quatorze lauréats du Prix Nobel alternatif ou du Prix Goldman, demande au Congrès mexicain  la reconnaissance constitutionnelle des peuples autochtones et de leurs droits, au Mexique, en insistant sur leur rôle dans le développement et la conservation de la biodiversité naturelle et culturelle[7]

- En 2005, Tapio Mattlar, avec douze autres lauréats du Prix Nobel alternatif, signe une demande d'abrogation de l'article 81 de Paul Bremer[Note 2] qui vise à empêcher les agriculteurs irakiens d'utiliser leurs anciennes variétés de semences et de cultures, et à les obliger à dépendre de l'entreprise ayant breveté des semences génétiquement modifiées[Note 3]. Car, les variétés traditionnelles de cultures en Irak, qui ont évolué pendant des milliers d'années, ne sont pas seulement l'héritage de paysans irakiens, mais elles sont l'héritage mondial[8].

- En 200?, Tapio Mattlar signe la pétition destinée aux commissaires européens Androulla Vassiliou, Stavros Dimas et Mariann Fischer Boel pour réagir contre l'acceptation d'un pourcentage d'OGM dans les semences naturelles[9].

## Reconnaissance
Au nom du Mouvement finlandais des initiatives villageoises, Tapio Mattlar est récipiendaire d'un Prix d'Honneur au prix Nobel alternatif en 1992, « pour montrer une méthode dynamique de relance des régions  rurales, de décentralisation et de renforcement de la population. ».

En 1995, Tapio Mattlar et le Mouvement finlandais des initiatives villageoises reçoit un Communities Award, par les Amis de l'Organisation des Nations unies pour célébrer le 50e anniversaire de l'Organisation.

Le 6 décembre 2009, Fête de l'Indépendance de la Finlande, Tapio Mattlar a reçu de la Présidente de la Finlande, Tarja Halonen la « Médaille de première classe, avec la Croix d'or, de l'Ordre de la Rose blanche de Finlande » pour son travail sur la biodiversité.

## Citation
« Nous ne sommes pas disposés à considérer la valeur économique plus importante que la qualité de vie. Nous croyons au droit des peuples à décider de leur propre vie. Nous sommes particulièrement heureux que notre mouvement peut être un exemple encourageant pour les populations rurales, en démontrant que la vie dynamique du village n'est pas incompatible avec le développement. »; Discours d'acceptation du prix Nobel alternatif 9 décembre 1992.

## Œuvres
- (fi) Tapio Mattlar et Marja Mattlar, Maatilan elämää  ? [« La vie dans une ferme »], 1985
- (fi) Tapio Mattlar et Marja Mattlar, Muuttaisitko maalle  ? [« T'installerais tu à la campagne ? »], Otava, 1988

### Disques
- Rockressio : First / vinyl-ep 1972 Thor TR1
- Viides piiri : Punainen taivas / vinyl single 1991 VIP911
- Viides piiri : Magman prinsessa / CD-ep 1995 Kingdom KID 951
- Tarujen Saari : Miltähän tuo tuntuisi / CD-single 1997 Kingdom Records KID 952
- Tarujen Saari : Helmiä ja kuparikolikoita / CD 1998 Strawberry Records SBCD 037
- Tarujen Saari : Katariina Karhunhammas / CD-ep  1999 Orimattilan teatterinystävät ry. OTY 001
- Tarujen Saari : Hepsankeikka / CD 2000 Strawberry Records SBCD 047
- Tarujen Saari : Levoton hauta / CD 2002 Silence SLC 007
- Tarujen Saari : Rattaanpyörä / CD-single 2003 Silence SLCS 015
- Tarujen Saari : Susien yö / CD 2006 Fireburn FBR 003
- Tarujen Saari : Sota kirottu! / CD 2004 Silence SLC 019
- Ancient Cult Bear : Sounds From The Past / CD 2008, Kingdom/Presence